# 2024年イラン＝イスラエル紛争
2024年イラン＝イスラエル紛争（2024ねんイラン＝イスラエルふんそう）は、2024年4月及び9〜10月に、イランとイスラエルが軍事衝突した紛争である。

## 概要
イラン革命で成立したイラン・イスラム共和国は、イスラム革命防衛隊などを通じてハマスやヒズボラなど中東各地のイスラム過激派組織、シリア内戦におけるバッシャール・アル＝アサド政権側を支援し、イスラエルと対立してきた。こうした両国の代理戦争（In 2024, the Iran–Israel proxy conflict）は、2023年パレスチナ・イスラエル戦争後に激化し、直接対決へとエスカレートした。
2024年4月1日、イスラエルはシリアの首都ダマスカスにあるイラン大使館領事部ビルを爆撃し、イランは革命防衛隊現地司令官らが死亡したと発表した。これに応じて、イランとその代理勢力はイスラエル関連の船舶「MSCアリエス号」を拿捕。4月13日夜から翌日にかけて、イスラエルを弾道ミサイルや巡航ミサイル、自爆型無人航空機でイスラエルを攻撃した（2024年4月のイランによるイスラエル攻撃）。同月19日、イスラエルはイランとシリアに報復攻撃を実施した。この段階ではイスラエルの攻撃は限定的であり、アナリストらはそれが緊張緩和の意思表示だったと分析した。イランはこの攻撃に反応せず、緊張は再び代理戦争へと緩和された。
4月の攻撃の応酬には、他の勢力も参加した。イスラエルに向かったミサイルや無人機をアメリカ軍、イギリス軍、フランス軍、ヨルダン軍が迎撃した。シリアはイスラエルの迎撃機を数機撃墜し、同地域のイランの代理勢力もイスラエルを攻撃した。
イスラエルはその後、ハマスへの攻撃を続けたほか、ヒズボラが拠点とするレバノンを空爆したうえでイスラエル陸軍が国境を突破して北進した（レバノン侵攻 (2024年)）。10月1日、イランはイスラエル本土に約180発の弾道ミサイルを発射し、一部は着弾した。
イスラエルは、イランが核兵器開発をめざしていると主張し、その阻止を重視してきた。2025年6月13日には、イラン軍・革命防衛隊の首脳部や基地、原子炉などを標的とする大規模空襲「ライジング・ライオン作戦」を開始し、イランもイスラエル本土へ無人機・ミサイルを発射して反撃した。

## 背景
1979年のイラン革命後、イランはイスラエルに対してより批判的な姿勢を取り、1982年のレバノン戦争中にイランがレバノンのイスラム教シーア派とパレスチナの過激派を支援したため、代理戦争が勃発した。イランは他の国やグループに対して権力と影響力を獲得し始めた。紛争は、イスラエルによるイランの核兵器開発計画阻止の試みとシリア内戦中の対立によって発展した。

### イスラエルとハマスの戦争中の緊張
2023年10月7日、イランから一部資金提供を受けているパレスチナ過激派組織ハマスがイスラエルへの攻撃を開始し、約1,200人のイスラエル人（ほとんどが民間人）が死亡し、イスラエル・ハマス戦争が勃発した。イスラエルはまた、レバノンでイランの代理組織ヒズボラと小競り合いを起こした。 この攻撃の後、イスラエルは報復としてシリアのイラン軍と代理組織をより頻繁に標的にし始めた。その後数か月で地域戦争の恐れが高まった。
12月25日、イスラエルとハマスとの戦争の最中、イランの司令官ラジ・ムサヴィがダマスカスの南10キロメートルにあるサイイダ・ザイナブの自宅でイスラエルの空爆により殺害された。ムサヴィの暗殺は、ガーセム・ソレイマーニーの暗殺以来、 2024年にモハメド・レザー・ザーヘディが殺害されるまで、イランの高官の殺害としては最高位の人物であった。
2024年1月20日、サデグ・オミザデは、他の4人のイラン政府高官、アリー・アガザデ、サイード・カリミ、ホセイン・モハマディ、モハマド・アミン・サマディとともに、ダマスカスのメゼ地区の建物での会議中に殺害された。シリア人権監視団の報告によると、イスラエルの空爆により建物は完全に破壊され、少なくとも10人の軍人が死亡した。

## タイムライン

### イスラエルによるイラン大使館爆撃（4月1日）
4月1日、イスラエルはシリアのダマスカスにあるイラン大使館を爆撃した。この攻撃で、複数のイラン人将校や代理戦士を含む16人が死亡した。最も注目すべきは、コッズ部隊の司令官であるモハメド・レザー・ザーヘディが空爆で死亡したことである。攻撃当時、建物内のイラン当局者はパレスチナ過激派指導者と会談していたとされている。

### イスラエルの準備（4月2日～12日）
イランは反撃すると誓い、西側諸国筋はイランがイスラエル国内を直接攻撃するのではないかと疑っていた。イスラエルは攻撃の数日前から準備を始め、イスラエル大使館を避難させ、空爆に備えてGPS信号を妨害した。フランスはイスラエル防衛のためにフランス海軍を派遣した。サウジアラビアとアラブ首長国連邦（UAE）はイスラエルに攻撃に関する情報を提供した。

### MSCアリエス号の拿捕（4月13日）
2024年4月13日、イラン革命防衛隊の海軍部隊がホルムズ海峡でポルトガル船籍でマデイラ諸島船籍のコンテナ船「MSCアリエス号」を拿捕した。UAE沖の国際水域でイランの特殊部隊がヘリコプターで同船に乗り込んだ。この船は、イスラエルが経営するゾディアック・マリタイムの関連会社であるゴルタル・シッピングからMSCにリースされている。この事件を受けて、イスラエルは欧州連合（EU）に革命防衛隊への制裁を求めた。

### イランによるイスラエルへの攻撃（4月13日～14日）
4月13日早朝、ヒズボラはイスラエル南部をロケット弾約40発で攻撃した。イスラエルはこれに応じてレバノンにあるヒズボラの兵器製造施設を爆撃した。アルジャジーラは、この攻撃は紛争を考慮すると重大なものだと報じた。
その後、イランとその代理勢力は、約300機のドローンと複数の弾道ミサイルでイスラエルを攻撃する「トゥループロミス作戦II（Operation True Promise II ）」を実施した。イエメンのフーシ派、イラクのイスラム抵抗運動、バドル組織も、イランの指揮下でイスラエルへの攻撃を開始した。シリアはイスラエルの迎撃機を数機撃墜した。米国、英国、ヨルダンは100機以上のイランのドローンを迎撃した。ドローンとミサイルは最終的にイスラエル全土、ヨルダン川西岸、ゴラン高原の様々な都市を襲った。この攻撃により、ネバティム空軍基地とラモン空軍基地も被害を受けた。 33人の民間人が負傷した。

### 緊張の高まり（4月14日～18日）
イスラエルと米国の当局者はその夜、状況評価を行った。米国はイランへの報復攻撃には参加しないと述べた。イランは、イスラエルが直接的または間接的に報復した場合、より激しく反撃すると脅した。イスラエルは、攻撃は対応に値すると述べた。米国はイスラエルに自制するよう警告し、イスラエル戦時内閣は同国の対応規模をめぐって議論した。イスラエルはその週、ガザ地区ラファへの攻撃開始計画を延期し、対応策を決定した。
戦時内閣は翌週もイスラエルの対応について議論を続けた。内閣は軍事的および外交的選択肢を検討したが、状況を緩和させようとする国際社会の圧力が決定に影響を与えた。 4月18日、米国はイスラエルのイラン攻撃を行わないことと引き換えにラファ攻撃を承認すると報じられた。米国とEUはイランに対する制裁を強化した。

### イスラエルの反応（4月19日）
4月19日の朝、イスラエルはイランに報復した。イスラエルはエスファハーン国際空港内またはその付近の軍事基地を含む3つの標的を攻撃した。標的の一つはナタンズの核施設のレーダーだった。イランは自国の防空部隊がイスラエルの発射したミサイルをすべて撃墜し、爆発は防空部隊よるものだと主張したが、衛星画像には防空砲台の損傷とレーダーシステムの損傷が写っていた。イスラエルはいかなる攻撃についてもコメントせず、攻撃を認める声明も出していない。シリア南部ではSAA基地が標的となり、物的損害が発生した。イラクでも爆発音と戦闘機の音が聞こえた。イスラエルのミサイルの残骸がイラク中部で発見され、イスラエルがそこから発射したことを示唆している。

### 緊張緩和（4月～7月）
イランの国営メディアはイスラエルの限定的な攻撃を軽視し、イラン当局はイスラエルに対する報復の計画はないと述べた。匿名の情報源はCNNに対し、国家間の直接攻撃は終わったと語った。アナリストらは、攻撃とイランの反応は、双方が緊張緩和を望んでいることを示しているが、全面戦争になればイスラエルがさらに大きな被害を与える可能性があると述べた。

### イスマイル・ハニヤの暗殺（7月31日）
2024年7月31日、ハマスの政治指導者イスマーイール・ハニーヤが、イランの首都テヘランで、イスラエルによるとみられる攻撃で、彼のボディーガードとともに暗殺された。ハニヤは、イランの大統領マスード・ペゼシュキアンの就任式に出席した後、軍が運営するゲストハウスの宿泊先で殺害された。暗殺は、イスラエルによるレバノンの首都ベイルート爆撃の数時間後に発生し、ヒズボラの司令官フアード・シュクルが暗殺され、革命防衛隊のメンバー1人が死亡し、民間人5人が死亡した。

### イランの反応
イスマイル・ハニーヤの暗殺と、イスラエルによるベイルート爆撃によるフアード・シュクルの暗殺に対して、イランとヒズボラは報復を誓った。

### 9月-10月の交戦
9月27日、レバノンの首都ベイルートにあるヒズボラ本部をイスラエル国防軍が空爆し、ヒズボラ最高指導者ハサン・ナスララ、ヒズボラ南部戦線司令官アリ・カラキ、イスラム革命防衛隊作戦副司令官アッバース・ニルフォローシャンを殺害、イランは報復として10月1日にイスラエルを弾道ミサイルで攻撃し、軍事施設3か所へ180発以上を発射、イスラエルの首相ベンヤミン・ネタニヤフはイランが「大きな過ち」を犯したとして、「必ず代償を払うことになる」述べた。

### 悔恨の日々作戦（10月26日）
イスラエルは10月1日の弾道ミサイル攻撃の報復としてイランの軍事施設への攻撃実施を、アメリカ合衆国のジョー・バイデン政権へ事前通知し、10月26日早朝に空爆を開始した。イランに対しても空爆の数時間前に攻撃目標を通知し、反撃しないよう警告していた。
作戦には、ネバティム空軍基地に所在するF-35Iを含む100機以上が投入され、空中給油機による支援を受けながら2,000km以上の長距離飛行を行い、戦闘捜索救難のため第669部隊も待機していた。
イランへの空爆は、3波に分かれて行われ、イランの首都テヘラン周辺と西のキャラジほか、エマーム・ホメイニー国際空港周辺、イラン北東部のマシュハド、西部ケルマーンシャー、北西部ザンジャーンでも爆発音が聞こえ、爆発音はシリアの首都ダマスカス近郊でも聞こえた。イスラム革命防衛隊は、複数のミサイル基地とエマーム・ホメイニー国際空港に配備されていた首都防空用のS-300地対空ミサイルなどが攻撃を受けたほか、パルチンの軍事施設に無人航空機による攻撃があり、1機が施設に到達したと発表した。また、イラン軍はイスラエルの攻撃への迎撃に成功したものの、兵士4人の死亡と数か所のレーダーサイトに被害を受けたことを発表した。
シリア国営通信はシリア中部および南部の軍事施設が攻撃を受けたが迎撃したと報じた。
イスラエル標準時午前6時頃、イスラエル国防軍はイランの複数の軍事目標と防空施設への精密攻撃実施と作戦機が無事に帰還し、作戦終了を発表した。

### ライジング・ライオン作戦とイランによる報復（2025年6月）
2025年6月13日、イスラエルは ライジング・ライオン作戦 (タナハの 民数記23章24節 にある「 食らい尽くすまでは伏せず、殺した者の血を飲むまでは伏さない。」(口語訳)に由来すると思われる)ヘブライ語『כלביא』(キルヴィー)と呼ばれるイラン国内の複数の軍事施設に対する大規模な攻撃を開始した。
同日早朝、イスラエルのネタニヤフ首相は7分間のビデオメッセージを公開し、「イスラエルの存続そのものに対するイランの脅威を撃退する作戦」として、イランに対する攻撃を開始したと発表した。ネタニヤフはこの攻撃は脅威が排除されるまで継続するとしている。
イランではイスラーム革命防衛隊のフセイン・サラミ総司令官や複数の核科学者等が殺害された。最高指導者のハメネイ師は「イスラエルは血に染まった手で犯罪を犯し邪悪な本性を露呈した。厳しい報復を受けることになる。イスラエルは自らの苦しみと痛みに満ちた運命を定め、その運命は確実に降りかかるだろう」 と報復を宣言し、アメリカ合衆国にも責任があるとの見解を示した。
イスラエルは空爆に先立ち、アメリカ合衆国のトランプ政権に対して、事前に通知することなく攻撃することはしないと伝えていたとされる。
また日本時間の6月14日未明、イランにより 極超音速ミサイル含む150〜200発程度 の弾道ミサイルがイスラエルのテルアビブに向かって発射され、テルアビブやその近郊などで多数の被害が発生し、複数の地元メディアはこれまでに3人が死亡、70人以上がけがをしたと報道した。」
また同日 イスラエルの小型無人機によりイラン国内の石油ガス施設が攻撃を受け、爆発・炎上した。
6月15日 イラン最高指導者であるハメネイ師暗殺を計画していたイスラエルに対してトランプ大統領が『やめろ』 と伝えていた事がロイター通信などにより報じられた。またイラン国防軍需省や、ガス生成施設、天然ガスをイスラエル国防軍が爆撃していた事がイラン国営通信により報道された。
6月17日 イスラエルは『軍事利用されている』としてイラン国営メディアを生放送中に爆撃し、加えてイスラエル軍は イラン軍のアリ・シャドマニ最高司令官を殺害した事を発表した。同日トランプ大統領は「帰国しないといけない。重要なことなんだ。あすもここにいられれば良かったが、みんな、大事なことだと理解してくれている」と述べG7首脳会合を退席した。 またホワイトハウスは、トランプ大統領がイスラエルとイランの攻撃の応酬が続く中東情勢に対応する為』と説明した。米メディアは、トランプ氏が国家安全保障会議（略:NSC）に対し、帰国後、ホワイトハウスの作戦指令室でただちに会議を開けるよう準備を命じたと報道した。
また日本時間の6月18日未明トランプ大統領はNSCを招集し、イランとイスラエルに対する対応を一時間程度協議したとされる。
また同日、早朝トランプ大統領はSNSに投稿し「現在、われわれはイラン上空を完全にコントロールしている。イランはすぐれた防空監視システムや防衛装備を持つが、アメリカ製のものとは比べものにならない」と述べた。
そして、イランの最高指導者ハメネイ師についてアメリカが居場所を正確に把握しているとして「彼は簡単に狙える標的だが、そこでは安全だ。われわれは、少なくとも今のところは彼を殺害するつもりはない」とした一方、「民間人やアメリカの兵士らに向けてミサイルが撃たれることは望んでいない。我慢の限界が近づいている」とした上でUNCONDITIONAL SURRENDER!(無条件に降伏せよ!) と投稿した。
また米メディアによりバンカーバスターを使用し、地下核施設への軍事攻撃を検討していると報道された。
その一方でハメネイ師は事務所はSNSに 「戦いが始まる」と書き込んだ。